# Chilicola venticola
Chilicola venticola là một loài Hymenoptera trong họ Colletidae. Loài này được Packer mô tả khoa học năm 2004.